# کارلوس ژرمانو
کارلوس ژرمانو (انگلیسی: Carlos Germano؛ زادهٔ ۱۴ اوت ۱۹۷۰) یک بازیکن فوتبال اهل برزیل است.
وی سابقه بازی در تیم‌های باشگاه ورزشی واسکو دوگاما، سانتوس، باشگاه ورزشی اینترناسیونال، باشگاه فوتبال بوتافوگو و پنافیل و همچنین ۹ بازی برای تیم ملی فوتبال برزیل در کارنامه دارد.